# Жандар из Сен Тропеа (филмска серија)
Жандар из Сен Тропеа је серија од шест филмова у којем се у улози жандарма Лудовика Кришоа прославио глумац Луј де Финес.

## Филмови
- Жандар из Сен Тропеа (1964)
- Жандар у Њујорку (1965)
- Жандар се жени (1968)
- Жандар иде у пензију (1970)
- Жандар и ванземаљци (1979)
- Жандар и жандарке (1982)